# همه‌دادارباوری
همه‌دادارباوری (یونانی باستان: πᾶν pan "آن همه") (انگلیسی: Pandeism) یا همه‌آفریننده‌باوری یا پان‌دئیسم، یک دکترین در الهیات است که دیدگاه‌های همه‌خدایی و دادارباوری را در هم ترکیب می‌کند. این دیدگاه از این موضع حمایت می‌کند که الهه آفرینش تبدیل به جهان شده است و به وجود خدا به عنوان یک موجود جدا افتاده از جهان و هوشیار باور ندارد. همه‌دادارباوری همان‌طور که به دادارباوری مرتبط است برای توضیح و پاسخ به این‌که چرا خدا باید جهان را خلق کند و آن را به حال خود رها کند پیشنهاد شد، و از آن جهت که به همه‌خدایی مرتبط است، برای شرح منشأ و هدف جهان هستی.
واژهٔ پان‌دئیسم یا همه‌دادارباوری یک اسم مشتق‌مرکب است متشکل از آمیختن واژه‌های ریشه‌ای همه‌خدایی و دادارباوری، که به یونانی باستان: πᾶν pan "آن همه" را با لاتین: deus که به معنی «خدا» است ترکیب می‌کند. احتمالاً این واژه به این معنی در ۱۸۵۹ توسّط موریتز لازاروس و هیمن استینتال ابداع شد.